# Apanteles cornicula
Apanteles cornicula är en stekelart som beskrevs av Chen och Song 2004. Apanteles cornicula ingår i släktet Apanteles och familjen bracksteklar. Inga underarter finns listade i Catalogue of Life.